# Kostel Nejsvětější Trojice (Horní Jelení)
Kostel Nejsvětější Trojice v Horním Jelení je novogoticky upravený chrám postavený na přelomu 16. a 17. století, který slouží jako hlavní římskokatolický kostel ve městě. Stojí na východní straně centra, v ulici 5. května, a je spravován zdejší římskokatolickou farností. Kostel byl před rokem 1988 zapsán jako kulturní památka.

## Historie

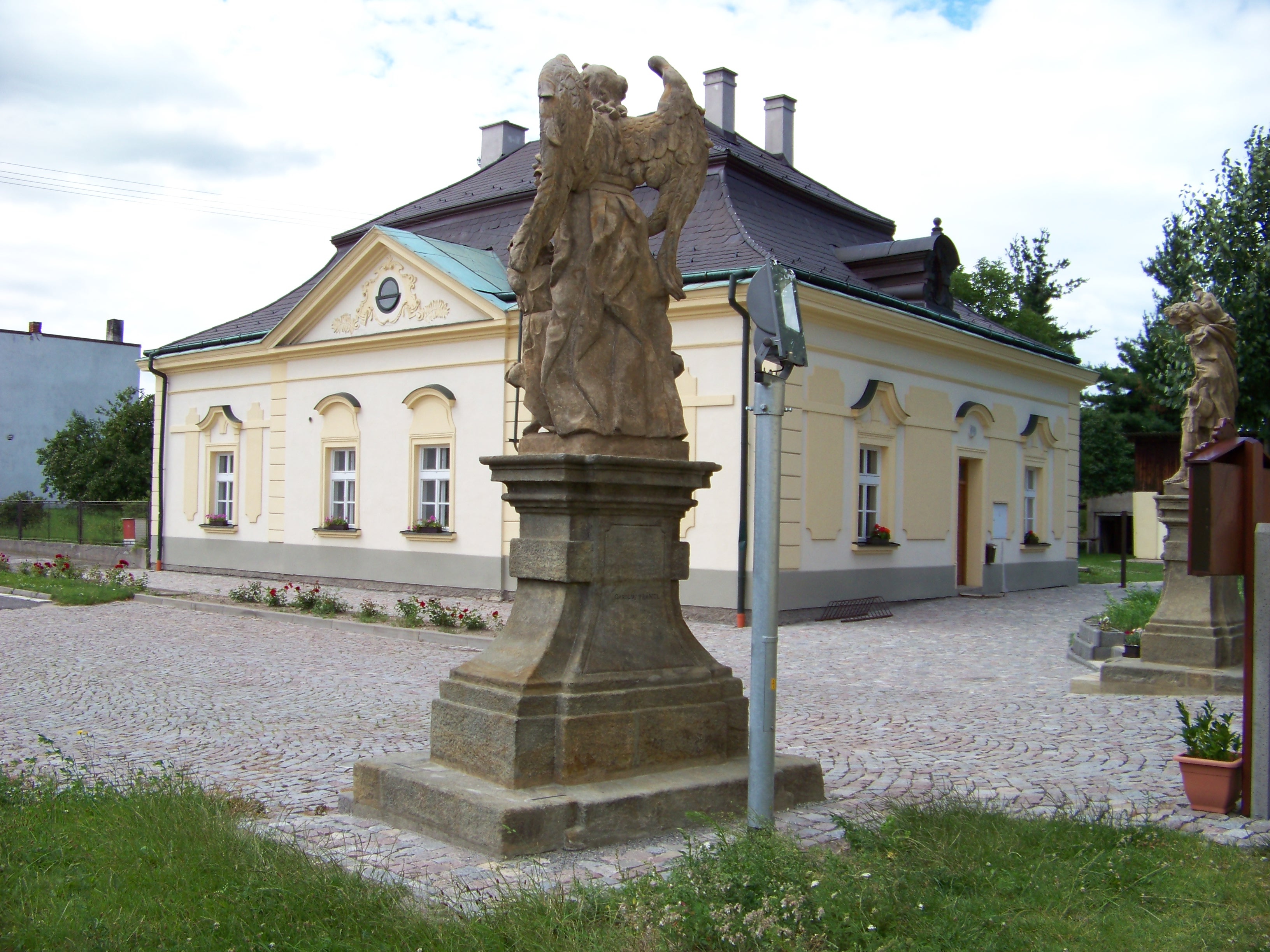
Sousoší před kostelem a fara

Jednolodní kostel vznikl na místě starší stavby ze začátku 17. století. Jeho zbudování zadal rytíř Heřman Varlich z Bubna a na Skášově, majitel okolních panství. Původní stavba vznikla v letech 1600–1602 jakožto kostel s dřevěnou zvonicí. Roku 1602 Heřman z Bubna zemřel a byl pohřben v kryptě kostela zakryté zdobeným náhrobkem, který se následně stal jedním z rodových pohřebišť rodu Bubnů z Litic. Roku 1698 byla přistavena dřevěná fara, která byla roku 1823 nahrazena zděnou. Kostel prošel v letech 1850–1864 výraznými stavebními úpravami, které vyústily v téměř kompletní přestavbu v novogotickém slohu dokončenou roku 1866.

## Popis
Jednolodní stavbě kostela orientované směrem do centra města dominuje centrální věž zakončená zvonicí a jehlanovou střechou. V zadní části interiéru je umístěn barokní dřevěný oltář.